# East Ham
East Ham ist ein Teil des Londoner Stadtbezirks Newham.

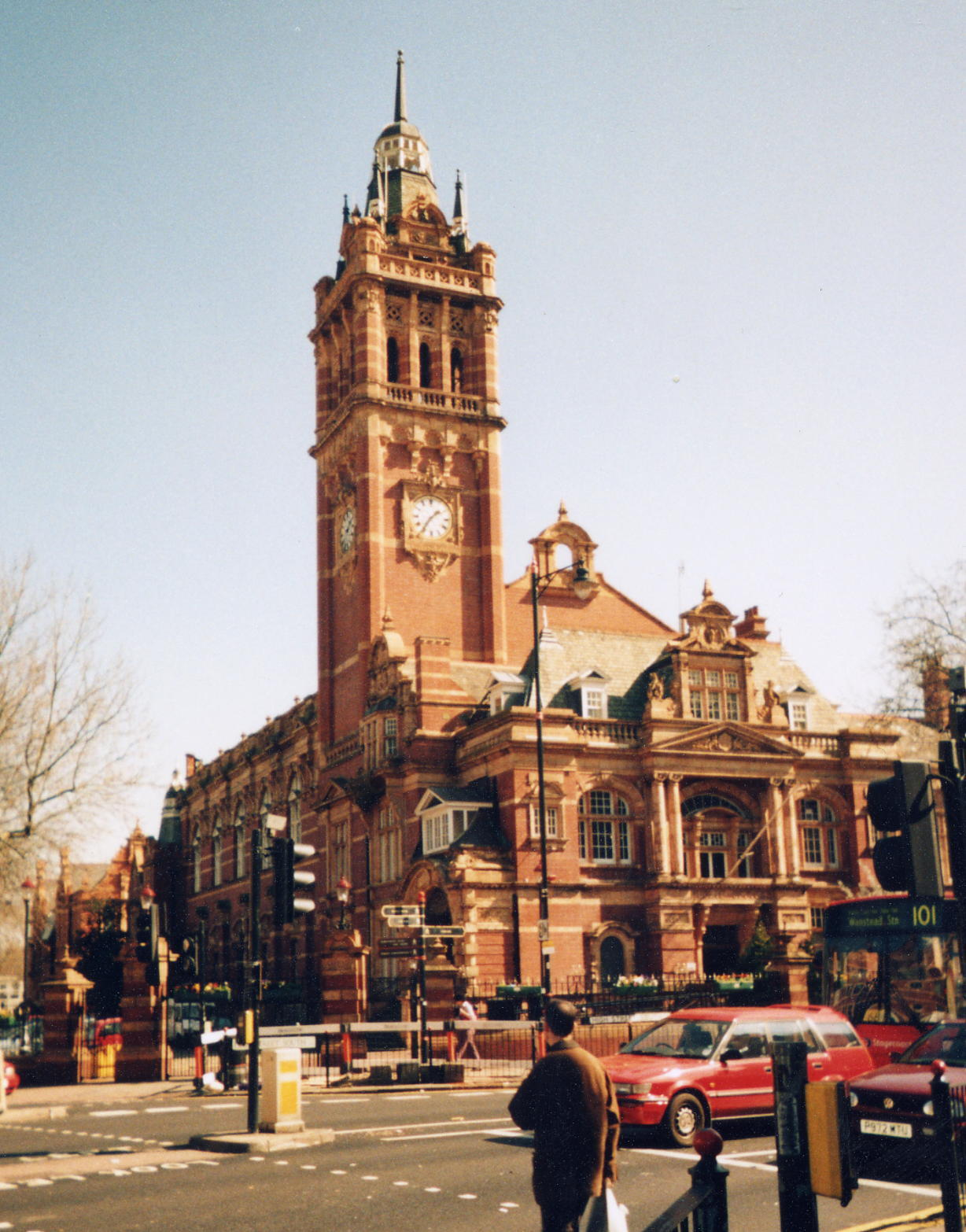
Ehemaliges Rathaus East Hams und Newhams

Von 1904 bis 1965 war East Ham ein eigenständiges County. Bei der Gründung von Greater London 1965 wurde East Ham mit West Ham zum neuen Stadtbezirk (Borough) Newham vereinigt.